# Arhat
Az arhat, arahat vagy arahant (szanszkrit: अर्हत arhat; páli: arahat, arahant) a buddhizmusban olyan spirituális gyakorlót jelent, aki egy bizonyos magas szintet elért. A különböző hagyományokban és iskolákban eltérően használatos a fogalom. Az arhat szó eredeti jelentése „érdemre méltó”, amit régtől fogva használnak a védikus, a dzsaina és buddhista írásokban. A théraváda buddhizmusban ezzel a kifejezéssel nevezik azokat a személyeket, akik elérték a
megvilágosodást.

## A korai buddhista iskolákban
A korai buddhista iskolákban még többféle nézet létezett az arhatok tökéletességéről. Általában a Mahászánghika ágon (pl. Ekavjávahárika, Lokottaraváda) Bahusrutíja, Pradzsnaptiváda, és a Csaitika iskolák) az arhat egy transzendentális és emberfeletti természetű buddha vagy bódhiszattva, aki esendő természetű. A Kaitika iskolában például az eszményített bodhiszattvához (bodhiszattvajána) képest az arhat (srávakajána) alacsonyabb szinten van, aki még nem teljesen szabadult meg a tudatlanságtól.

## A théraváda buddhizmusban
A théraváda buddhizmusban az arhat olyasvalakire utal, aki elérte a teljes megvilágosodást és a nirvánát. Az arhat megszabadult a kapzsiságtól, gyűlölettől és a téveszméktől és halála után nem fog újjászületni semelyik világba, mivel már nem kötődik semmilyen szállal a szamszárához. A páli kánonban az arhat kifejezést gyakran használják a tathágata szinonimájaként.
A nirvána elérése után az öt halmaz (fizikai forma, érzés/érzékelés, észlelés, akarati formáció és tudatosság), tehát a test-tudati együttes továbbra is működésben marad, csak többé nem hatja át ezeket a ragaszkodás, az én-képzet. Ám, amint egy arhat elhuny, halmazai "szétesnek", mivel már nincs meg az a ragaszkodás, ami összefogná a test-tudati együttest. Az öt halmaz többé nem működik már, így a jelenségek világában a létezésének minden nyoma megszűnik. Így teljesen megszabadul a szamszárától. Az arhat halálakor történik az ún. parinirvána.
A páli kánonban Ánanda állítása szerint négyféle módon érték el az általa ismert szerzetesek az arhat szintet:
- kifejlesztették a belátást miután elérték a nyugalmat (páli: szamatha-pubbangamam vipasszanam),
- kifejlesztették a nyugalmat, miután elérték a belátást (vipasszaná-pubbangamam szamatham),
- lépcsőzetesen kifejlesztették a nyugalmat és a belátást (szamatha-vipasszanam juganaddham),
- tudatukat hatalmába kerítette a Dhamma okozta izgatottság, így képesek voltak kifejleszteni a nyugalmat és megszabadulni a béklyóktól (dhamma-uddhaccsa-viggahitam mánaszam hóti).[7]

## A mahájána buddhizmusban
A mahájána buddhizmus követői Buddhát tartják a legideálisabb spirituális példaképnek. Ezen kívül különböző szinteket lehet elérni, például az arhatok, a pratjékabuddhák és a teljesen megvilágosodott buddhák (Skt. samyaksaṃbuddha), avagy a tathágaták (mint pl. Gautama Buddha) szintjét.
Egy srávaka saját maga számára keresi a megvilágosodást, ami nem egyezik meg egy teljesen megvilágosodott buddha céljával. Léteznek mahájána szövegek is, amelyek szerint az arhatságra való törekvés egy oldalsó ösvény (módszer). Ezért a mahájána buddhizmusban a gyakorlókat a bódhiszattva szint elérésére ösztönzik és intik, hogy nehogy visszaessenek az arhat vagy a srávaka szintre. Ezért azt tanítják, hogy végül az arhat is bodhiszattvává kell hogy váljon. Ha ez nem sikerül még abban az életükben, amelyben az arhat szintet elérték, akkor hatalmas ürességbe fognak zuhanni, hogy elsajátíthassák a bodhiszattva szintet. A Lótusz szútra (szanszkrit Szaddharmapundaríka szútra) szerint minden igaz arhat végül el fogja fogadni a mahájána ösvényt.
A mahájána tanításokban gyakran szerepel, hogy a srávaka motivációja a szamszárától való félelem, amely miatt nem képesek a buddhaiság elérésére törekedni, ezért nem rendelkeznek a bodhiszattvák bátorságával és bölcsességével. Az új bodhiszattvákat olykor szokták még a srávakákhoz és az arhatokhoz hasonlítani.

## Lásd még
- A megvilágosodás négy szintje
- Buddhaság: (2.1) Tíz jellemző